# تلخه چار
تلخه چار، روستایی کوهستانی، سردسیر و مرتفع از توابع بخش مرکزی شهرستان بافت در استان کرمان ایران است.

## آب و هوا و اقلیم
آب و هوای تلخه چار به دلیل ارتفاع زیاد و قرارگیری در دامنه کوه شاه سرد و کوهستانی است و این روستا با ارتفاع ۳۰۰۰ متر از سطح دریا یکی از بلندترین روستاهای ایران به شمار می آید.

## گردشگری
تلخه چار مسیر اصلی صعود به کوه شاه است.
باغ های کهنسال گردو و آبشار های زیبای کوه شاه از جاذبه های گردشگری این روستا است.

## جمعیت
این روستا در دهستان بزنجان قرار دارد و براساس سرشماری مرکز آمار ایران در سال ۱۳۸۵، جمعیت آن ۱۰۵ نفر (۲۰خانوار) بوده‌است.